# 程銘志
程銘志（1979年8月8日—）是臺灣臺南出身的桌球運動員。從小就開始打桌球，一路從德高國小、忠孝國中、長榮中學打到國立體育大學，畢業之後回到德高國小與永康區大橋國小擔任桌球教練。2011年時騎車被酒駕轎車撞倒後被迫截肢後轉練輪椅桌球，2016年代表中華台北參加2016年里約帕運獲得桌球C5級銀牌。2024年代表中華台北參加2024巴黎帕運獲得男子單打銀牌。至2020年3月20日帕拉桌球男子單打TT5級的排名達到世界第一，2021年8月再度投入2020年東京帕運。

## 資料來源
1. 1 2  Cheng Chin-yao. . Mirror Media. 2019-01-13  [2019-12-03]. （原始内容存档于2021-11-05） （中文）.
2. ↑  . International Para Table Tennis Federation. 10 December 2019  [2021-08-10]. （原始内容存档于2021-11-05）.
3. ↑  . International Paralympic Committee.   [2 February 2020]. （原始内容存档于2021-11-01）.
4. ↑  .   [2021-08-10]. （原始内容存档于2021-06-14）.
5. ↑  . 帕拉林匹克運動會.   [2019-12-03]. （原始内容存档于2019-12-10）.
6. ↑  被酒駕撞斷腿　殘障程銘志立志明年帕運奪金牌 （页面存档备份，存于），三立新聞，2020/10/28